# برگک

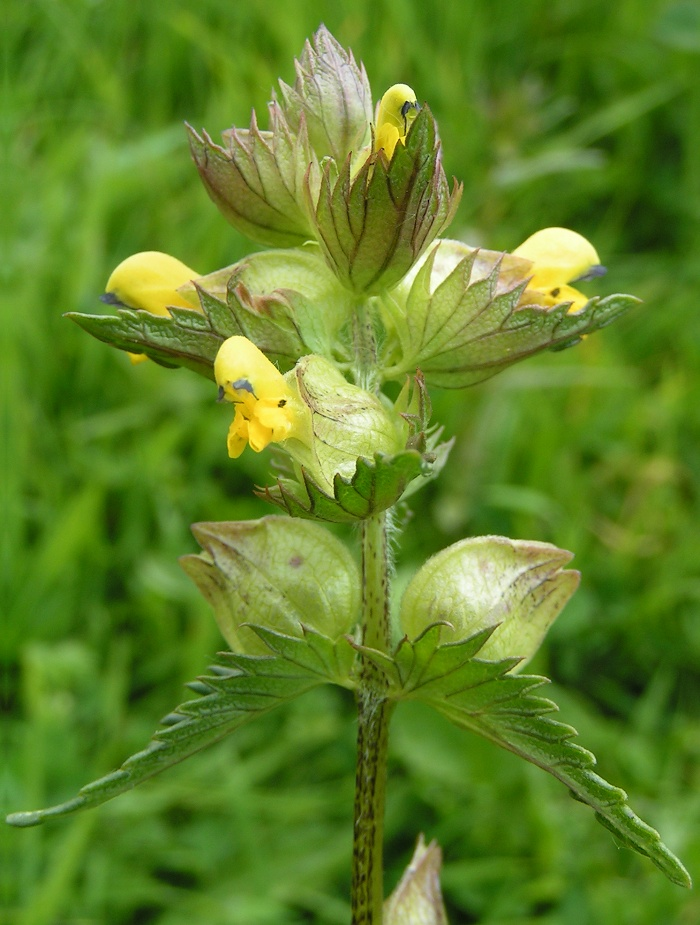
برگک کاغذی (بالایی) و برگی در Rhinanthus minor. همه «برگ‌ها» در این نگاره برگک هستند.

در گیاه‌شناسی برگک (به انگلیسی: Bract) به ساختارهایی فلسی یا برگ مانند گفته می‌شوند که با ساختارهای زایشی مانند گل، محور گل‌آذین یا فلس مخروط همراه هستند. اغلب از برگ‌های رویشی متفاوتند. ممکن است اندازه آنها متفاوت باشد یا رنگ، شکل و بافت متفاوتی داشته باشند. همچنین با بخش‌های دیگر گل مانند کاسبرگ و گلبرگ نیز تفاوت دارند.
چنانچه دولپه‌ای‌ها دارای برگک‌هایی باشند، معمولاً روی یک دمگل به‌طور متقابل قرار می‌گیرند اما در تک‌لپه‌ای‌ها ممکن است تنها یک برگک وجود داشته باشد.

## نگارخانه

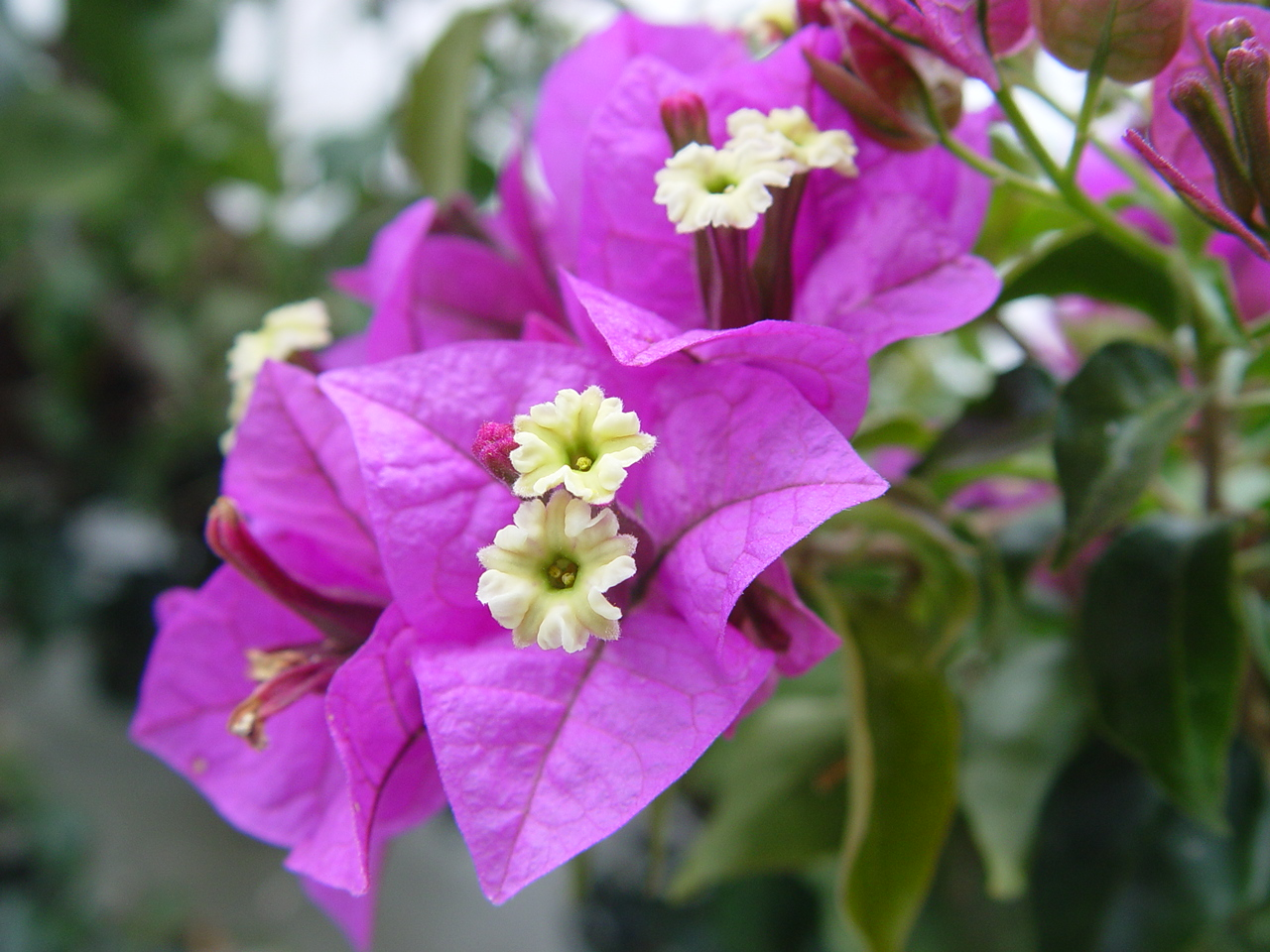
رنگ برگک‌ها در گل کاغذی با برگ‌های معمولی متفاوت است و گرده‌افشانها را جلب می‌کنند.
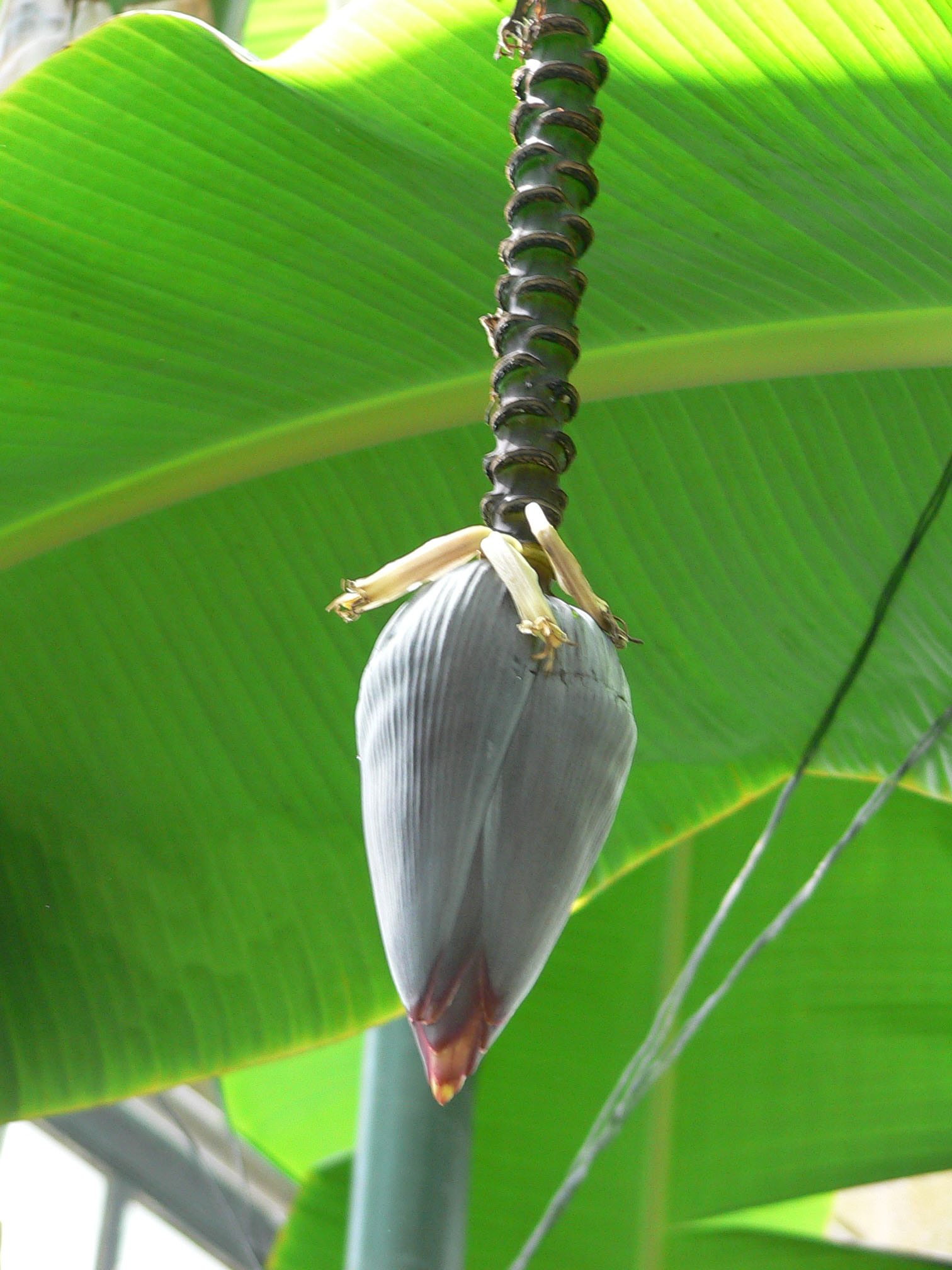
برگک در موز گل‌ها را در بر می‌گیرد
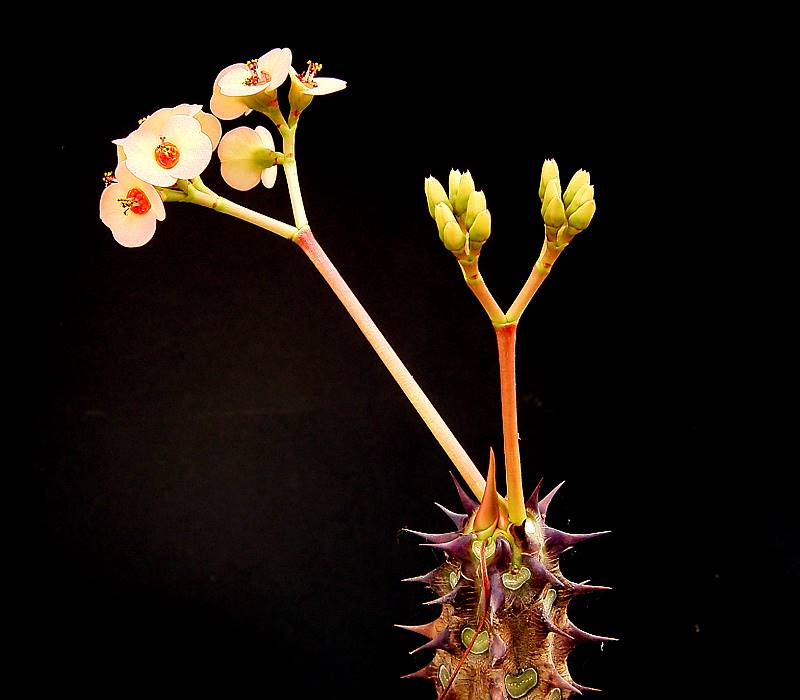
برگک در گونه‌ای فرفیون
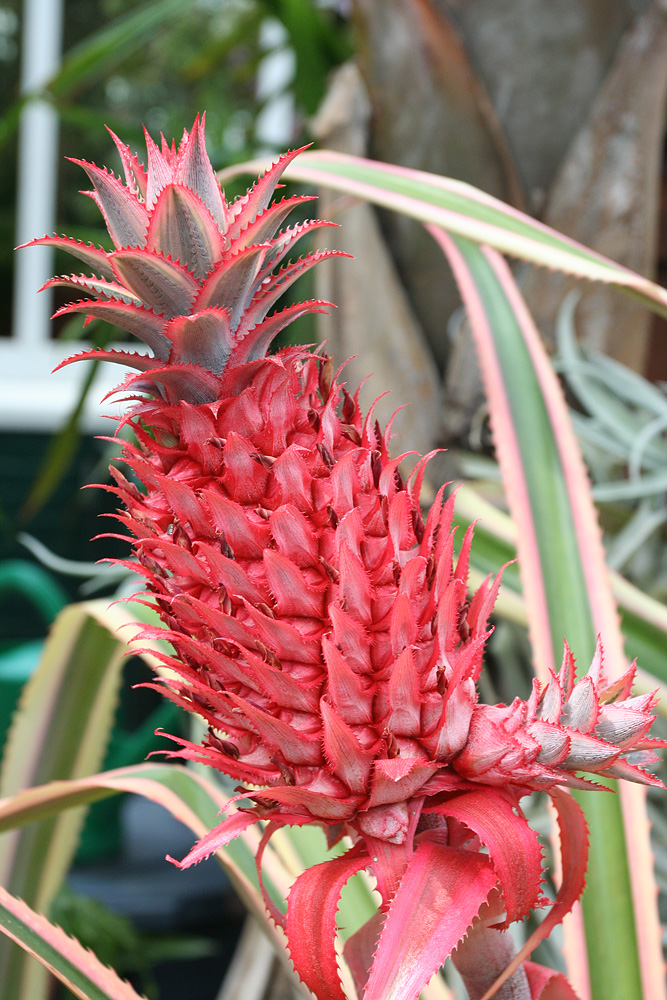
برگک‌های رنگین در آناناس